# Сауримо
Саури́мо (порт. Saurimo) — город в Анголе, столица провинции Южная Лунда. До 1975 года носил название Энрике-ди-Карвалью (порт. Henrique de Carvalho).

## География
Расположен на высоте 1084 метра над уровнем моря.

## Климат
Среднегодовая температура воздуха — 22,4°С. Годовая сумма осадков — 1342 мм. Наибольшее их количество выпадает с ноября по январь и в марте. Среднегодовая скорость ветра — 4,6 м/с.
| Показатель              | Янв.  | Фев.  | Март  | Апр.  | Май   | Июнь  | Июль  | Авг.  | Сен. | Окт.  | Нояб. | Дек.  | Год  |
| ----------------------- | ----- | ----- | ----- | ----- | ----- | ----- | ----- | ----- | ---- | ----- | ----- | ----- | ---- |
| Средняя температура, °C | 21,56 | 21,82 | 21,95 | 22,34 | 23,08 | 21,52 | 21,46 | 23,61 | 24,8 | 23,16 | 21,99 | 21,63 | 22,4 |
| Норма осадков, мм       | 192   | 161   | 224   | 149   | 17    | 1     | 0     | 12    | 59   | 123   | 212   | 192   | 1342 |
| Источник: Gaisma        |       |       |       |       |       |       |       |       |      |       |       |       |      |

## История
Сауримо был построен как военный пост и назначен административным центром провинции Лунда в 1918 году. Основал его Энрике де Карвальо, который впервые постетил данную местность в 1884 году. Статус города Сауримо получил в 1956 году. В него привозили для продажи кукурузу, бобы, картофель и другие продовольственные культуры. На сегодняшний день в городе присутствуют аэропорт и дорога, связывающая его с Бенгельской железной дорогой.

## Население
Население по данным на 2010 год — 80 445 человек.
Динамика изменения численности населения:
| Год  | Население |
| ---- | --------- |
| 1970 | 12 901    |
| 2010 | 80 445    |

## Инфраструктура
Город обеспечен электричеством, в том числе от ГЭС Шикапа, введённый в эксплуатацию в 2008 году.. Возле ГЭС находится ГОК «Катока». 